# Ptychoglossus stenolepis
Ptychoglossus stenolepis är en ödleart som beskrevs av  George Albert Boulenger 1908. Ptychoglossus stenolepis ingår i släktet Ptychoglossus och familjen Gymnophthalmidae. IUCN kategoriserar arten globalt som livskraftig. Inga underarter finns listade i Catalogue of Life.